# Capercaillie
I Capercaillie sono un gruppo folk Anglo-scozzese fondato nel 1984 da Donald Shaw ed ancora in attività che suona musica celtica.
Capercaillie significa gallo cedrone.

## Formazione
- Karen Matheson - voce
- Donald Shaw - tastiere, fisarmonica, voce
- Charlie McKerron - fiddle, voce
- Michael McGoldrick - uilleann pipes, low whistle, tin whistle, Irish flute, chitarra
- Manus Lunny - bouzouki, chitarra, voce
- Ewen Vernal - basso
- Che Beresford - batteria
- David 'Chimp' Robertson - percussioni

## Discografia
- 1984 - Cascade (Etive Records)
- 1987 - Crosswinds (Green Linnet Records)
- 1988 - The Blood Is Strong (Grampian Television Music Records) Colonna sonora
- 1989 - Sidewaulk (Green Linnet Records)
- 1991 - Delirium (Survival Records)
- 1992 - Get Out (Survival Records)
- 1993 - Secret People (Survival Records)
- 1994 - Capercaillie (Survival Records)
- 1995 - To the Moon (Survival Records)
- 1997 - Beautiful Wasteland (Survival Records)
- 1998 - Glenfinnan (Songs of the '45) (Survival Records) Colonna sonora
- 1998 - Dusk Till Dawn: The Best of Capercaillie (Survival Records) Raccolta
- 1998 - Waulkroots (Eureka Records) Raccolta
- 2000 - Nàdurra (Naturally)(Survival Records)
- 2001 - An Introduction to Capercaillie (Camden Records) Raccolta
- 2002 - Live in Concert (Survival Records) Live
- 2003 - Choice Language (Vertical Records)
- 2004 - Grace and Pride: The Anthology 2004-1984 (Survival Records) Raccolta
- 2007 - Heritage Songs (Nocturne Records) Raccolta
- 2008 - Roses and Tears (Vertical Records)
- 2013 - At the Heart of It All (Vertical Records)